# واندرسون كارفاليو
واندرسون كارفاليو دي أوليفيرا (مواليد 31 مارس 1989 في البرازيل) لاعب كرة قدم برازيلي لعب سابقاً لصالح نادي اتحاد كلباء .

## روابط خارجية
واندرسون كارفاليو على موقع دوري كوريا الجنوبية (الإنجليزية)
- واندرسون كارفاليو على موقع قاعدة بيانات كرة القدم.إي يو (الإنجليزية)
- واندرسون كارفاليو على موقع Soccerway.com (الإنجليزية)